# 龔一清
龔一清（1538年—？），字仲和，號日池，浙江金華府義烏縣人，民籍，明朝政治人物。

## 生平
隆慶四年（1570年）庚午科浙江鄉試第三十六名，萬曆二年（1574年）甲戌科會試第一百二十二名，登三甲第六十五名進士。授行人，丁父憂歸，十年六月选授河南道试御史，十一年巡按福建，十二年弹劾禮部尚書沈鲤，十三年闰九月升江西右参议，十五年七月升广东副使、整饬南韶兵巡分管练兵事务，不久因江西任上事被劾去職。又二年，起为廣西參議、分守右江，遷雲南副使，以台使疏荐，改廣西副使，兼布政司参议，加三品服俸。以勞瘁得疾卒。

## 家族
曾祖龔銅；祖父龔㴰；父龔果。母于氏。具庆下。有子龔士驤。四子：士骢、士驥、士騜、士驤。孫阳秋、阳夏、阳春。